# Pikkusaari (ö i Södra Österbotten, Järviseutu, lat 63,22, long 23,64)
Pikkusaari är en ö i Finland. Den ligger i sjön Lappajärvi sjö och i kommunen Lappajärvi i den ekonomiska regionen  Järviseutu ekonomiska region  och landskapet Södra Österbotten, i den centrala delen av landet, 300 km norr om huvudstaden Helsingfors. Öns area är 2 hektar och dess största längd är 320 meter i sydöst-nordvästlig riktning.